# Francisco Javier Alegre
Francisco Javier Alegre (Veracruz, 12 novembre 1729 – Bologna, 16 agosto 1788) è stato un gesuita messicano.

## Biografia
Francisco Javier Alegre nacque a Veracruz, nel Vicereame della Nuova Spagna il 12 novembre 1729. Studiò filosofia presso il Colegio de San Ignacio a Puebla, e successivamente diritto canonico e civile a Città del Messico e teologia ad Angelópolis. Il 19 marzo 1747 entrò nel noviziato della Compagnia di Gesù a Tepotzotlán. Imparò l'italiano, il greco, l'ebraico e il nahuatl. Si dedicò con particolare cura ed impegno allo studio della teologia, della storia, della matematica e soprattutto della letteratura classica.
Terminati gli studi insegnò grammatica e umanità Città del Messico e a Veracruz, e retorica e filosofia a L'Avana; fu professore di diritto canonico presso la Real y Pontificia Universidad de Mérida in Yucatán dal 1760 al 1763. A Mérida fece la sua professione solenne (quarto voto) nel 1763. Nel 1764, fu richiamato a Città del Messico, presso il Colegio de San Ildefonso per unirsi al gruppo di studiosi incaricato della riforma degli studi. Fu incaricato di scrivere la Historia de la provincia de la Compañía de Jesús de Nueva España, iniziata nel diciassettesimo secolo da Francisco de Florencia (1620–1695).
Dopo l'espulsione della Compagnia di Gesù dalla Nuova Spagna nel 1767, i suoi scritti furono confiscati. Come gli altri suoi compagni gesuiti, Francisco Javier Alegre fu arrestato (con l'accusa di alto tradimento nei confronti del re) ed esiliato nello Stato Pontificio; Visse a Bologna, dove scrisse la maggior parte delle sue opere.
Alegre morì di apoplessia nei pressi di Bologna il 16 agosto 1788. Alcune delle sue opere rimasero inedite alla sua morte.

## Opere
A Bologna Alegre riscrisse la sua Historia de la Compañía de Jesús en Nueva España, nella forma di compendio. L'opera fu pubblicata a Città del Messico fra il 1841 e il 1842. Alegre scrisse anche 18 libri, pubblicati insieme con il titolo Instituciones teológicas.
Le sue opere letterarie includono l'Alexandrias, breve poema epico sulla conquista di Tiro da parte di Alessandro Magno (1775) e un'ecloga latina intitolata Nysus. Pubblicò anche una traduzione latina dell'Iliade a Bologna nel 1776 e, in una nuova edizione riveduta, a Roma nel 1788. Tradusse in spagnolo i primi tre canti de L'Art poétique di Nicolas Boileau.
Fu autore anche di varie opere più brevi, principalmente traduzioni di classici. Oltre all'Iliade, Alegre tradusse in latino la Batracomiomachia (Homeri Batrachomyomachia latinis carminibus expressa, nonnullis additis, Città del Messico, 1789), e in spagnolo vari frammenti oraziani.
La sua opera più nota è la Historia de la Provincia de la Compañía de Jesús de Nueva España (a cura di Carlos María Bustamante, Città del Messico, 1841). Sebbene composta in un'epoca in cui la Compagnia di Gesù era perseguitata nelle colonie spagnole, il tono di questa preziosa opera, indispensabile per lo studio della storia coloniale del Messico e di molte delle tribù indiane, è, secondo la Catholic Encyclopedia "dignitoso e privo di ostilità contro la Spagna e gli spagnoli".
Alegre pubblicò anche una Carta geográfica del hemisferio mexicano, che introdusse in Europa molte informazioni sulla Nuova Spagna precedentemente sconosciute agli studiosi europei.
Nel 1889 Joaquín García Icazbaleta pubblicò le sue opere liriche con il titolo Opúsculos inéditos latinos y castellanos del P. Francisco Xavier Alegre (Trattati latini e spagnoli inediti di Padre Francisco Xavier Alegre). Il suo stile latino era puro e classico, vicino a quello dei teologi rinascimentali.
- (LA) Francisco Javier Alegre, Alexandriados, sive De expugnatione Tyri ab Alexandro Macedone libri quatuor, Forolivii, ex typographia Acchilis Marozzi, et Joseph Sale, 1773. URL consultato il 17 settembre 2019.
- (LA) Francisco Javier Alegre, Francisci Xaverii Alegre mexicani veracrucensis Homeri Ilias latino carmine expresa, traduzione latina dell'Iliade, Romae, apud Salvionem tipographum Vaticanum, 1788. URL consultato il 17 settembre 2019.
- Historia de la Compañía de Jesús en Nueva España, que estaba escribiendo el p. Francisco Javier Alegre al tiempo de su expulsión, publicada por Carlos Bustamante, Mexico 1841-42